# Gesundheitsmarketing
Gesundheitsmarketing wird das Marketing von Unternehmen in der Branche Gesundheitswirtschaft genannt.

## Abgrenzung des Gesundheitsmarketings
Gesundheitsmarketing wird von Unternehmen der Gesundheitswirtschaft betrieben. Dies sind vor allem Krankenversicherungen, Krankenhäuser, Rehabilitationskliniken, Apotheken und Ärzte. Es ist ein Spezialbereich des Dienstleistungsmarketing. Als solches greift es auf die 7 Ps im Marketing-Mix zurück. Einzelne Instrumente, beispielsweise die Preispolitik, sind jedoch nur bedingt einsetzbar. Eine weitere Besonderheit gegenüber anderen Marketingfeldern besteht darin, dass Gesundheitsmarketing weitgehend in einem regulierten Markt stattfindet. Es zeichnete sich lange Zeit dadurch aus, dass bewährte Marketingmethoden und -techniken auf die Gesundheitswirtschaft übertragen wurden. In den vergangenen Jahren hat sich mit der zunehmenden Bedeutung jedoch auch eine stärkere Eigenständigkeit des Gesundheitsmarketings durchgesetzt. Das Gesundheitsmarketing berücksichtigt dabei unterschiedliche Anspruchsgruppen.
Gesundheitsmarketing ist ein interdisziplinäres Feld, das Schnittmengen zu den Bereichen Marketing, Psychologie, Medizin, Volkswirtschaftslehre sowie Kommunikationsmanagement aufweist. Erscheinungsformen sind unter anderem: 
- Krankenkassenmarketing
- Krankenhausmarketing
- Praxismarketing
- Pharmamarketing
- Ökomarketing
- Social Marketing

## Bedeutung des Gesundheitsmarketings
In zahlreichen Bereichen des Gesundheitssektors gewinnt der Markt an Bedeutung. Demzufolge wird Marketing für die dort handelnden Akteure immer bedeutsamer. Nicht zuletzt versuchen Apotheken, Krankenkassen, Krankenhäuser, Pflegeheime, Pharmakonzerne, "Wellness"-Einrichtungen, aber auch Nahrungsmittelkonzerne und Sportartikelhersteller Instrumente des Marketing anzuwenden, um gesundheitsbewusste Konsumenten von ihrem Leistungsangebot zu überzeugen.
Gesundheitsmarketing wird dabei auch immer häufiger angewendet, um Verhaltensänderungen im Bereich Vorsorge zu initiieren. So soll der als Social Marketing verstandene Aspekt des Gesundheitsmarketings unter anderem dazu führen, dass sich Personen mehr bewegen und bewusster ernähren und sich weniger risikoreich verhalten.